# تصویرسازی کتاب

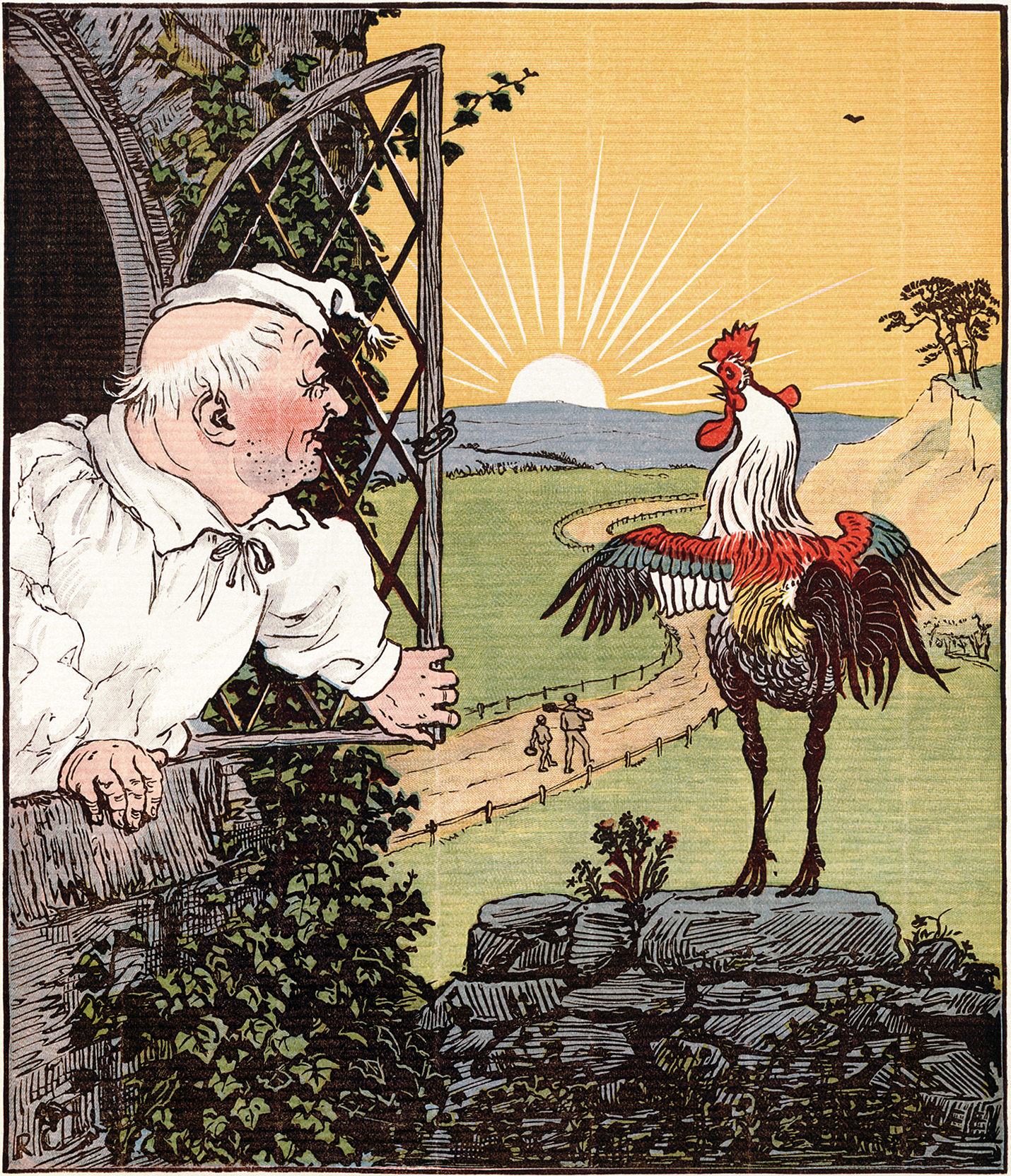
تصویرسازی «این خانه‌ای است که جک ساخت» در مجموعه کاملی از تصاویر و آوازها; حکاکی و چاپ توسط ادموند ایوانز، تصویرسازی توسط راندولف کالدکوت (۱۸۸۷)

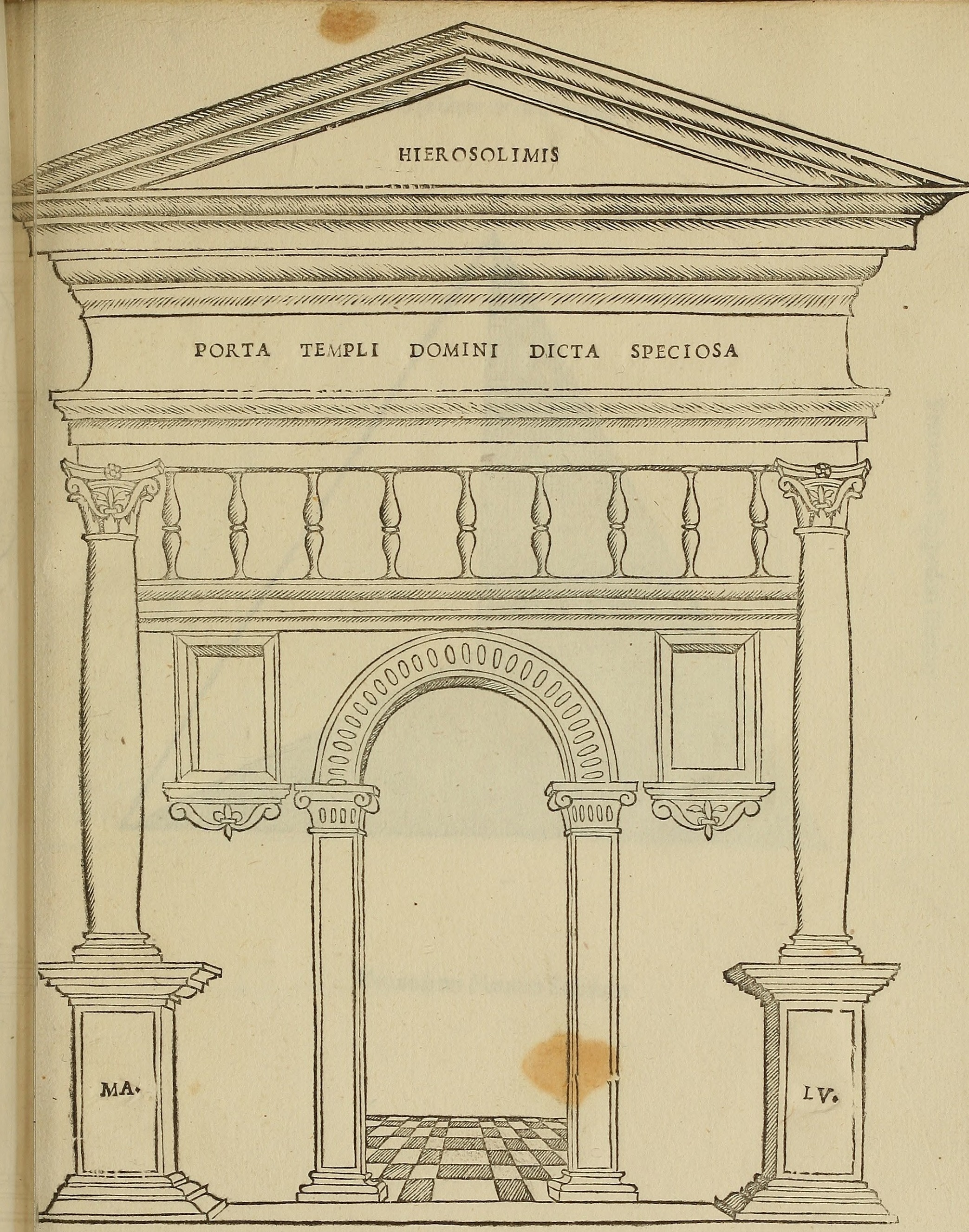
از تصویرسازی‌های لئوناردو داوینچی برای کتاب در باب تناسب الهی اثر لوکا پاچیولی - ۱۵۰۹ میلادی

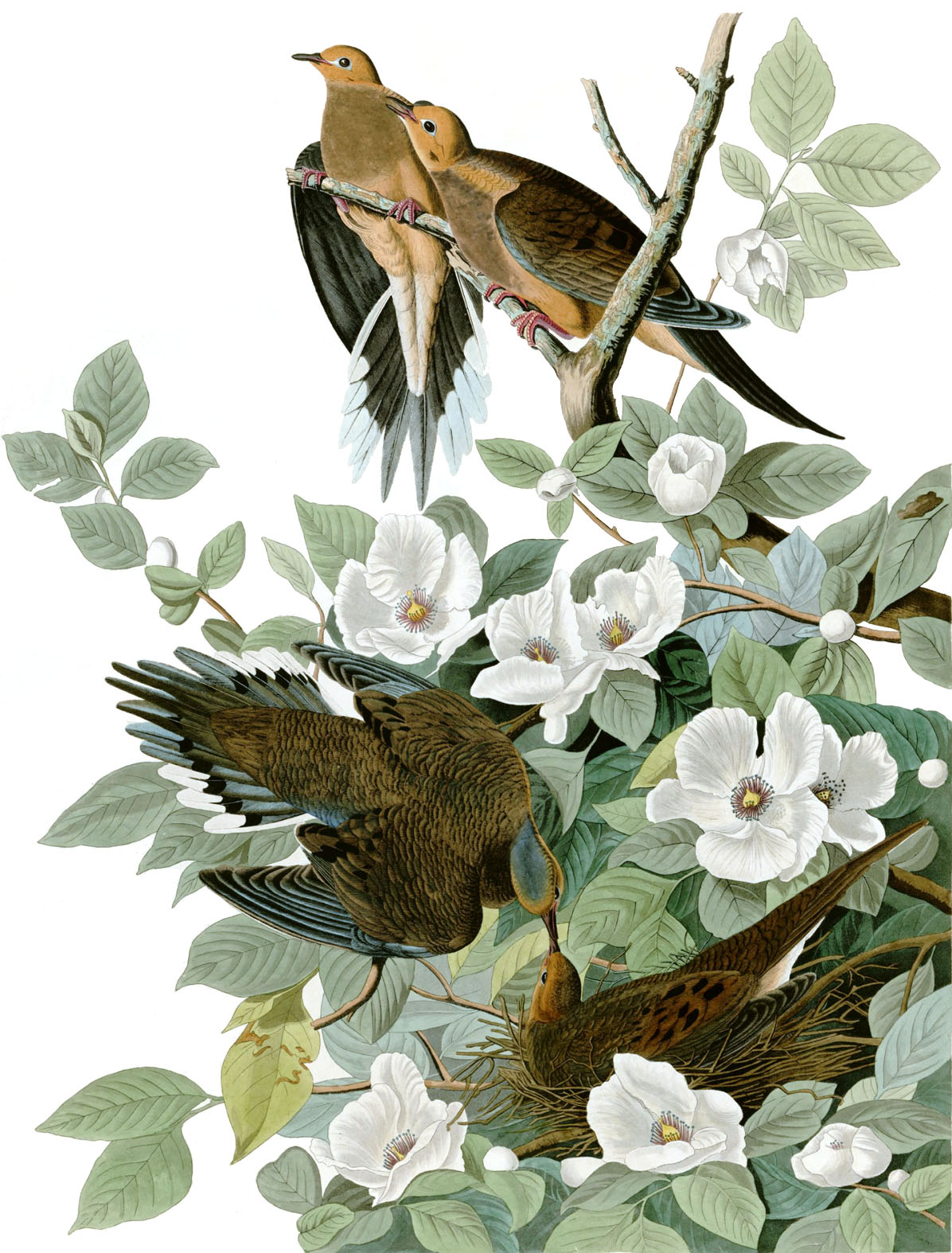
یکی از تصویرهای کتاب پرندگان آمریکا اثر جان جیمز اودوبان - ۱۸۲۷ میلادی

تصویرسازی کتاب (انگلیسی: Book illustration)، تصویرسازی کتابهای نسخه خطی در دوران باستان به خوبی ریشه دوانیده بود و روش نسخه خطی زینتی، تا وقتی که چاپ اختراع شد، در غرب رونق گرفته بود. در سایر نقاط جهان، روش‌هایی مشابه همچون نگارگری ایرانی وجود داشت. تصویرسازی کتاب مدرن از تصویرسازی‌های چاپ چوبی قرن پانزدهم نشأت گرفته‌است که به وضوح با سرعت در کتابهای چاپ شده ابتدایی و کتاب‌های چاپ‌نقش‌ چوبی بعدی قرار گرفته بود. تکنیک‌های دیگری همچون حکاکی، چاپ فلزی، لیتوگرافی و گونه‌های مختلفی از چاپ رنگی برای توسعه امکانات بودند و توسط افراد چیره‌دست همانند اونوره دومیه، گوستاو دوره یا پائول گاوارنی بکار گرفته می‌شد.

## تاریخچه
آن‌طور که می‌دانیم، کتاب‌سازی از چاپ چوبی اولیه اروپایی تکامل یافته‌است. در اوایل قرن پانزدهم، کارت‌های بازی با استفاده از چاپ چوب ایجاد شدند که اولین استفاده از چاپ در یک ترتیب متوالی و منطقی بود. اولین چاپ‌های چوبی اروپایی با عملکرد ارتباطی، چاپ‌های مذهبی از قدیسان بودند.
با رونق‌گرفتن چاپ و کتاب‌های چاپی، چاپخانه‌ها شروع به استفاده از چاپ چوب برای تصویرسازی کتاب‌ها کردند. چاپخانه‌های کتاب‌های بزرگ اولیه اغلب چندین بار از چوب استفاده می‌کردند و همچنین دارای قطعات جداشونده‌ای از اشکال یا ویژگی‌های بصری قدیسان بودند که می‌توانستند آنها را در یک تصویر بزرگتر برای ایجاد چندین تغییر دوباره مرتب کنند. کتاب‌های لوکس برای چند دهه اغلب با فضای خالی برای تذهیب به سبک قدیمی چاپ می‌شدند.
برخلاف تکنیک‌های بعدی، چاپ چوبی همانند چاپ برجسته از شیوه مشابه چاپ سربی استفاده می‌کند، بنابراین می‌توان صفحاتی شامل متن و تصویر را تنظیم و به‌طور همزمان چاپ کرد. با این حال، این تکنیک یا نتایج نسبتاً خامی را می‌دهد یا اگر از یک بلوک کلیشه با کیفیت بالا استفاده شود، گران است و تنها می‌تواند جزئیات دقیق را در صفحات بسیار بزرگ پیاده کند. برای مثال، این شیوه برای نقشه‌ها مناسب نبود و نسخه ۱۴۷۷ بولونی از جغرافیای بطلمیوس که اولین کتابی بود که حاوی نقشه‌های چاپی بود، با حکاکی به جای چاپ چوب تصویرسازی شده بود. در اواسط قرن ۱۶، چاپ چوب به تدریج توسط تکنیک‌های فرونقش و چاپ فلزی جایگزین شد که تا حدود ۱۵۶۰–۹۰، ابتدا در آنتورپ، سپس در مراکز مهم نشر یعنی آلمان، سوئیس و ایتالیا، غالب شدند. این روش‌ها تا اواخر قرن ۱۹ باقی ماندند. در این شیوه لازم بود که تصاویر به‌طور جداگانه زیر دستگاه پرس قرار بگیرند و بنابراین این هنجار که اندازه تصاویر کل صفحه را بپوشاند در میان تصویرگران باب شد.
حکاکی و چاپ فلزی به تصاویر وضوح و جزئیات دقیق‌تری می‌دادند و ترکیب این دو تکنیک در یک صفحه واحد به سرعت تا اواخر قرن ۱۵ غالب شد. در این عصر طیف گسترده‌ای از کتاب‌ها عمدتاً در چند صفحه محدود تصویرسازی شدند؛ اما تدریجاً تعداد تصاویر در کتاب‌ها بیشتر شد و تمایل به استفاده بیشتر از چاپ فلزی نسبت به حکاکی در صنعت چاپ دیده‌شد. در این دوره بسیاری از کتاب‌ها مانند آثار علمی و فنی، کتاب‌های کودکان و اطلس‌ها تصویرگری شده بودند. از اواسط قرن ۱۸، بسیاری از آثار رمان که شکلی نوپدید از داستان بلند بود، با تصویرسازی‌های محدود به چاپ می‌رسید.
کتاب‌های لوکس در موضوعات جغرافیایی و تاریخ طبیعی و برخی از کتاب‌های کودکان، دارای تصاویر چاپی بودند که با دست رنگ‌آمیزی می‌شدند. در حالی که در اروپا هیچ‌یک از تکنیک‌های آزمایشی برای چاپ رنگ واقعی تا اواسط قرن نوزدهم به‌طور گسترده مورد استفاده قرار نگرفت، در آسیای شرقی، چاپ رنگی با چندین بلوک چوب به‌طور گسترده‌ای مورد استفاده قرار می‌گرفت. در ژاپن تکنیک‌های کاملاً توسعه‌یافته به‌نام نیشیکی-ئه در چاپ کتاب‌ها و همچنین اوکی‌یوئه استفاده می‌شد.

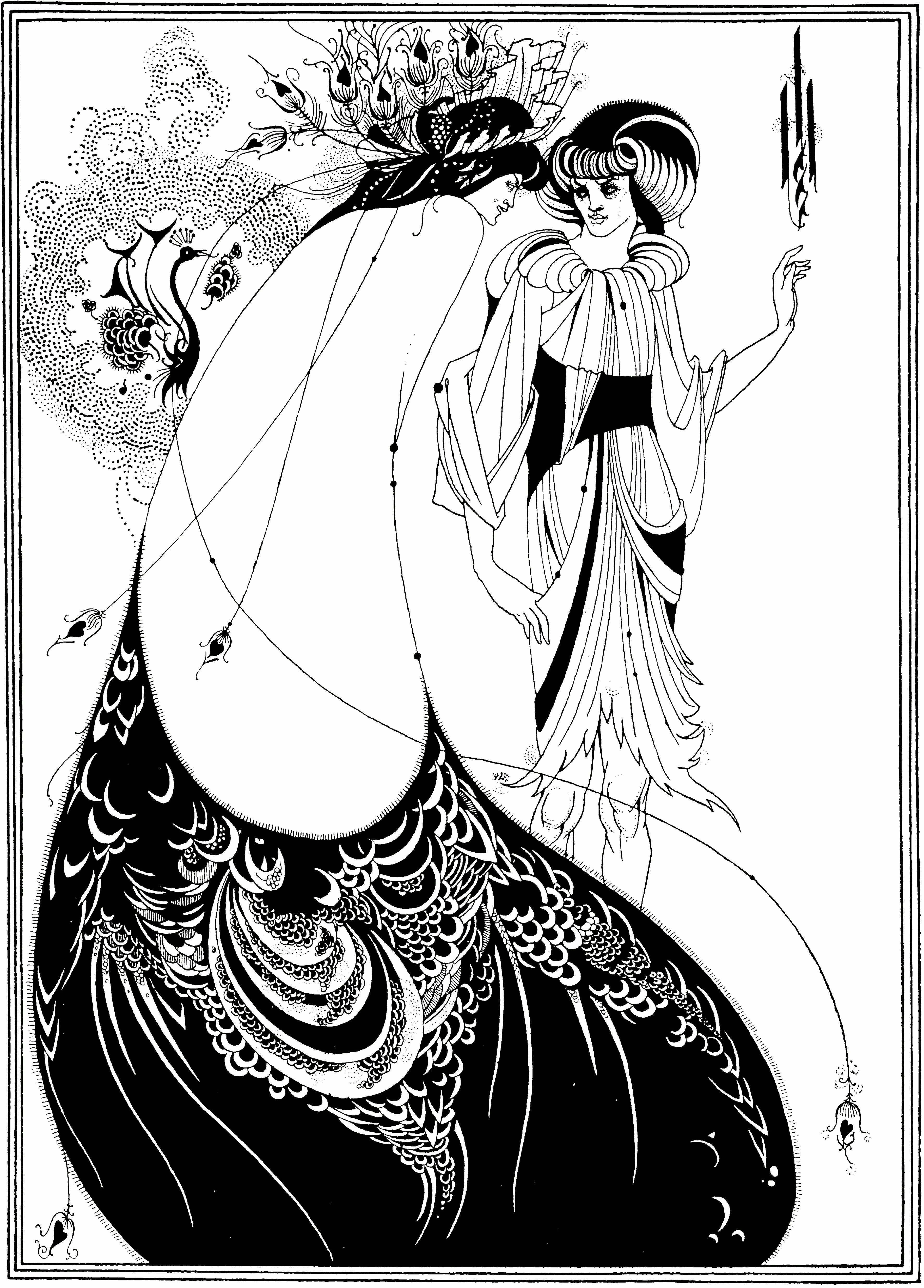
تصویرگری اوبری بردزلی برای نمایشنامه سالومه - ۱۸۹۲ میلادی

لیتوگرافی (اختراع شده توسط آلویس زنفلدر در ۱۷۹۸ که در سال ۱۸۱۸ به عموم معرفی شد) امکان تنوع و دقت متنی بیشتری را فراهم کرد. در این شیوه هنرمند می‌توانست مستقیماً روی صفحه چاپ، ترسیمات را انجام دهد.
تکنیک‌های جدیدی که در قرن نوزدهم و بیستم توسعه یافتند، کتاب‌های تصویری را دگرگون کرد و فرصت‌های جدیدی را در اختیار هنرمندان و طراحان قرار داد. در اوایل قرن نوزدهم، فرایند فتوگراوری امکان بازتولید عکس در کتاب‌ها را فراهم کرد. در این فرایند، ژلاتین حساس به نور برای انتقال فیزیکی تصویر به یک صفحه فلزی استفاده می‌شد. فرایند دیگری که در فرانسه در نیمه قرن نوزدهم توسعه یافت، کرومولیتوگرافی بود. چون هنرمند می‌بایست برای هر رنگ مورد استفاده یک صفحه جداگانه آماده می‌کرد، این فرایند بسیار پرزحمت و گران بود. در اواخر قرن بیستم، فرآیندی به نام افست، چاپ رنگی را ارزان‌تر و کم‌هزینه‌تر کرد. در چاپ افست از یک فرایند شیمیایی برای انتقال منفی عکس به یک سطح لاستیکی قبل از چاپ استفاده می‌شود.
در قرن‌های نوزدهم و بیستم جنبش‌های هنری مختلف و طرفداران آنها به غنای طراحی و تصویرگری کتاب علاقه داشتند. به عنوان مثال، اوبری بردزلی، که از طرفداران هر دو جنبش هنر نو و زیبایی‌پرستی بود، تأثیر زیادی بر تصویرگری کتاب داشت. او در شهوت‌نگاری تخصص داشت و برخی از بهترین نمونه‌های نقاشی‌های او برای اولین نسخه انگلیسی نمایشنامه سالومه اسکار وایلد بود.